# Самодельное огнестрельное оружие
Самодельное огнестрельное оружие изготавливается в кустарных условиях, чаще всего — незаконно. Отличается разнообразием устройства и технологических решений, от крайне примитивных до (редко) полнофункциональных образцов, сравнимых с серийными.
Качество изготовления стреляющих самоделок может сильно различаться. В первую очередь оно зависит от наличия необходимых инструментов и навыков у изготовителя, а также от его устремлений. Самодельные конструкции варьируют от самых примитивных, повторяющих первые фитильные дульнозарядные пистолеты и ружья, до достаточно совершенных или даже несущих новые, нигде не использованные технические решения. В ряде стран, например в Китае, где достать фабричное оружие практически невозможно, производство кустарного оружия принимает большой размах.
Обычно такое оружие бывает довольно низкого качества, отличается неточностью стрельбы; пуля отличается нестабильностью траектории, но это же обстоятельство, помимо уменьшения меткости, может приводить к усилению останавливающего действия пули.
Также это оружие чаще всего, очень быстро изнашивается или, может просто взорваться в руках и привести к смерти, или к тяжелым последствиям.

## Самопал
Простейшее самодельное огнестрельное оружие — дульнозарядный самопал или «поджи́га» (также поджиг, поджигной и др.). Он относится к однозарядным пистолетам шомпольного типа. Как правило, примитивная поджига состоит из ствола, изготовленного из металлической трубки, каким-либо образом заглушённой, — заклёпанной, завёрнутой, залитой свинцом, заваренной (при заливке свинцом или заглушке винтом заглушки иногда выстреливают прямо в глаз целившемуся стрелку) с казны, и деревянного (реже пластмассового, текстолитового) ложа. С казённой части такого ствола проделывается затравочное отверстие диаметром 1,5-2 мм для воспламенения метательного заряда. В качестве заряда используется растёртая масса спичечных головок, чёрный порох либо различные самодельные пороха на основе смеси окислителя, такого как перманганат калия, и горючего вещества. В качестве снаряда используется дробь или отлитые из свинца пули. К рукояти ствол привязывается проволокой или крепится другим доступным способом. Воспламенение метательного вещества осуществляется при помощи спички (иногда нескольких, ради надёжности), прикрепленной к затравочному отверстию.
Несмотря на конструктивную простоту и неказистый внешний вид, шомпольные пистолеты обладают достаточной поражающей мощностью для причинения серьёзных телесных повреждений, а в случае попадания снаряда в жизненно важные органы — и смерти. При дульной энергии свыше 300 Дж и калибре более 10 мм отдача оружия из за недостаточной массы может причинить травму руки. Дальность меткой стрельбы по мишени 50х50 см не превышает 5—7 м. Из-за ненадёжности конструкции, а также от избыточного порохового заряда или пыжа, поджига иногда взрывается в руках, калеча или даже убивая стрелка.

## Самоделки под унитарный патрон
Более конструктивно сложные образцы самодельного оружия, как правило, изготовляются под широко распространённые патроны. Прежде всего это продающиеся свободно монтажные патроны, легкодоступные патроны для охотничьего гладкоствольного оружия, а также 5,6-мм спортивно-охотничьи. Для изготовления подобного оружия требуется достаточно обширный набор оборудования и слесарного инструмента, включающий как минимум токарный станок.
Самоделки под унитарный патрон могут быть однозарядными и многозарядными. Последние делятся на самопалы с ручным перезаряжанием, самозарядные и автоматические. Однозарядные самопалы чаще всего представляют собой оружие с «переламывающимся» стволом. Запирание происходит при помощи рамки, подпружиненного ударника либо массивного курка. УСМ обычно довольно примитивен, обеспечивает только срыв курка либо ударника с боевого взвода. Полный цикл перезарядки таких самопалов осуществляется стрелком. Иногда подобные самопалы маскируются под привычные, не привлекающие внимание предметы, такие как канцелярские ручки, зонты, рычаги от коробки передач (в автомобилях), трости и т. п.
Многозарядные самоделки имеют магазин, барабан или несколько стволов. К оружию, где перезаряжание осуществляется при помощи мускульной силы стрелка, относятся пистолеты с жёстким запиранием затвором и револьверы. Чаще всего они имеют УСМ одиночного действия, хотя на револьверах встречается и двойного. Револьверы обычно копируются с газовых, непригодных к переделке из-за хрупкого сплава рамки. Самозарядные и автоматические пистолеты в большинстве случаев построены на простейшем принципе отдачи свободного затвора. Это пистолеты, являющиеся, как правило, копиями газовых, и пистолеты-пулемёты, подражающие простейшим образцам времен Второй мировой, например «Стэну». Все перечисленные выше самоделки могут иметь как гладкие, так и нарезные (как правило, низкого качества либо заводского изготовления) стволы, хотя для дистанции «в упор» кучность стрельбы и стабилизация пули не играют никакой роли. Встречаются изделия со съёмным (реже — интегрированным) глушителем.
Криминалистическая практика знает не один пример, когда с использованием самодельного оружия совершались тяжкие преступления: разбои, причинение тяжких телесных повреждений, убийства. Наиболее известный случай в советский период — банда братьев Толстопятовых, действовавшая в Ростове-на-Дону в 1968—1973 годах, оснащённая самодельными пистолетами-пулеметами и револьверами оригинальной конструкции. Также известен случай в Омске, где психически неуравновешенный Андрей Кудла из самодельного пистолета убил двоих и тяжело ранил ещё двоих человек.
В своё время масштабное кустарное производство оружия началось в филиппинском городе Данао (пригород Себу). Оружейная промышленность в данном городе возникла давно: местные жители веками изготавливали аркебузы для испанцев. В годы Второй мировой войны они производили оружие для японцев и американцев. После обретения независимости местные оружейные мастера переключились на работу на мафию. Власти много лет боролись с этим и в итоге пришли к компромиссу: мастера изготавливают оружие для простых граждан и полиции, а власти взамен предоставляют им цеха для работы.
| | | | |                                                                                     | |
| Качественно изготовленные кустарно-фабричным способом с применением фрезеровочного, шлифовального, сверлильного и др. промышленного оборудования образцы самодельного оружия — пистолет и пистолет-пулемёт, имитирующие различные серийные образцы под патрон 9 × 18 мм ПМ (Донецк, 1990-е) | Качественно изготовленные кустарно-фабричным способом с применением фрезеровочного, шлифовального, сверлильного и др. промышленного оборудования образцы самодельного оружия — пистолет и пистолет-пулемёт, имитирующие различные серийные образцы под патрон 9 × 18 мм ПМ (Донецк, 1990-е) | Более примитивные, но также изготовленные на промышленном оборудовании самодельные пистолеты и стреляющие ручки под патроны центрального воспламенения (Донецк, 1970—1980-е годы) | Более примитивные, но также изготовленные на промышленном оборудовании самодельные пистолеты и стреляющие ручки под патроны центрального воспламенения (Донецк, 1970—1980-е годы) | Самодельное стреляющее устройство с тремя сменными стволами разных калибров (Индия) | Самодельный дробовик «gaspipe gun» под патрон 20-го калибра, изготовленный из оцинкованных трубок (Кливленд, 1980-е) |